# شينغو هيراتا
شينغو هيراتا (باليابانية: 平田真吾؛ بالكانا: ひらた しんご) هو لاعب كرة قاعدة ياباني، ولد في 29 أغسطس 1989 في شيمونوسيكي في اليابان.

## روابط خارجية
- شينغو هيراتا على موقع الدوري الياباني لكرة القاعدة (الإنجليزية)
- شينغو هيراتا على موقعبيزبول رفرنس.كوم (الدوري الثانوي) (الإنجليزية)